# Cirolana radicicola
Cirolana radicicola är en kräftdjursart som först beskrevs av Notenboom 1981.  Cirolana radicicola ingår i släktet Cirolana och familjen Cirolanidae. Inga underarter finns listade i Catalogue of Life.